# Велоспорт на летних Олимпийских играх 1908 — командная гонка преследования
Соревнования по велоспорту на треке в командной гонке преследования среди мужчин на летних Олимпийских играх 1908 прошли 17 июля. Приняли участие 20 спортсменов из пяти стран, разделённые на пять команд. Временного лимита на гонки не было.

## Призёры
| Золото                                                                            | Серебро                                                             | Бронза                                                                      |
| Великобритания Бенджамин Джонс · Кларенс Кингсбёри · Леонард Мередит · Эрнст Пэйн | Германия Макс Гётце · Рудольф Катцер · Герман Мартенс · Карл Ноймер | Канада Уильям Андерсон · Фредерик Мак-Карти · Уильям Мортон · Уолтер Эндрюс |

## Соревнование

### Первый раунд
| Место | Команда                                                                        | Результат |
| ----- | ------------------------------------------------------------------------------ | --------- |
| 1     | Великобритания Бенджамин Джонс, Кларенс Кингсбёри, Леонард Мередит, Эрнст Пэйн | —         |
| 2     | Бельгия Неизвестно                                                             | DNS       |

| Место | Команда                                                                  | Результат |
| ----- | ------------------------------------------------------------------------ | --------- |
| 1     | Канада Уильям Андерсон, Фредерик Мак-Карти, Уильям Мортон, Уолтер Эндрюс | —         |
| 2     | США Неизвестно                                                           | DNS       |

| Место | Команда                                                                               | Результат |
| ----- | ------------------------------------------------------------------------------------- | --------- |
| 1     | Нидерланды Антони Герритс, Герард ван Дракештайн, Дорус Нийланд, Йоханнес ван Шпенген | —         |

| Место | Команда                                                          | Результат |
| ----- | ---------------------------------------------------------------- | --------- |
| 1     | Германия Макс Гётце, Рудольф Катцер, Герман Мартенс, Карл Ноймер | 2:25,4    |
| 2     | Франция Эмиль Деманжель, Эмиль Марешаль, Андре Офре, Морис Шиль  | 2:32,0    |

### Полуфинал
| Место | Команда                                                                        | Результат |
| ----- | ------------------------------------------------------------------------------ | --------- |
| 1     | Великобритания Бенджамин Джонс, Кларенс Кингсбёри, Леонард Мередит, Эрнст Пэйн | 2:19,6    |
| 2     | Канада Уильям Андерсон, Фредерик Мак-Карти, Уильям Мортон, Уолтер Эндрюс       | 2:29,2    |

| Место | Команда                                                                               | Результат |
| ----- | ------------------------------------------------------------------------------------- | --------- |
| 1     | Германия Макс Гётце, Рудольф Катцер, Герман Мартенс, Карл Ноймер                      | 2:31,8    |
| 2     | Нидерланды Антони Герритс, Герард ван Дракештайн, Дорус Нийланд, Йоханнес ван Шпенген | 2:44,0    |

### Финал
| Место | Команда                                                                        | Результат |
| ----- | ------------------------------------------------------------------------------ | --------- |
| 1     | Великобритания Бенджамин Джонс, Кларенс Кингсбёри, Леонард Мередит, Эрнст Пэйн | 2:18,6    |
| 2     | Германия Макс Гётце, Рудольф Катцер, Герман Мартенс, Карл Ноймер               | 2:28,6    |